# Număr pentatopic

Numărul pentatopic de 70 de sfere poate fi aranjat într-o figură cu latura bazei de 5 sfere. Fiecare strat reprezintă un număr tetraedric, de exemplu, cel de jos (verde) are 35 de sfere

Un număr pentatopic sau 4-simplectic este un număr figurativ. Șirul acestor numere apare într-a cincea poziție din rândurile din triunghiul lui Pascal, indiferent că triunghiul este citit de la stânga la dreapta sau de la dreapta la stânga, începând cu rândul al cincilea 1 4 6 4 1. Este și numărul de 3-fețe (celule) al unui n-simplex.
Primele numere de acest tip sunt:
1, 5, 15, 35, 70, 126, 210, 330, 495, 715, 1001, 1365

## Formule
Formula pentru al n-lea număr pentatopic este dată de raportul dintre al 4-lea factorial crescător al n și factorial de 4:
{\displaystyle P_{n}={\frac {n+3}{4}}T_{n}={\frac {n^{\overline {4}}}{4!}}={\frac {n(n+1)(n+2)(n+3)}{24}}}.
unde {\displaystyle T_{n}} reprezintă al n-lea număr tetraedric.
Numerele pentatopice pot fi reprezentate de coeficienții binomiali:
{\displaystyle P_{n}={\binom {n+3}{4}},}
care este numărul de seturi de 4 elemente care pot fi selectate dintre n + 3 elemente.
Numerele pentatopice pot fi reprezentate ca suma primelor n numere tetraedrice:
{\displaystyle P_{n}=\sum _{k=1}^{n}T_{n},}
Funcția generatoare pentru numerele pentatopice este
{\displaystyle {\frac {x}{(1-x)^{5}}}=x+5x^{2}+15x^{3}+35x^{4}+\dots .}